# Kibu Vicuña
José Antonio Vicuña Ochandorena, meglio noto come Kibu Vicuña (Zizurkil, 20 novembre 1971), è un allenatore di calcio spagnolo, tecnico del Diamond Harbour.

## Palmarès

### Competizioni nazionali
- I-League: 1

Mohun Bagan: 2019-2020